# Mozgalom a Szabadságért – Európai Grúzia
Az Európai Grúzia (grúz nyelven ევროპული საქართველო, evropuli szakartvelo) egy jobboldali, liberális politikai párt Grúziában. A párt elnöke Davit Bakradze. A pártot 2016-ban hozták létre olyan politikusok, akik korábban az Egyesült Nemzeti Mozgalom színeiben politizáltak.

## Ideológia
A párt nagyban osztozik az Egyesült Nemzeti Mozgalom liberális konzervativizmusában, a kettő közötti legfőbb különbség a politikai megközelítésük. Többek között az Európai Grúzia erőteljesebben elkötelezett a választáson való részvételben, mint a bojkottálásban. A Netgazeti online hírportálnak adott interjújában Giorgi Ugulava liberális pártnak nevezte a pártot.[forrás?]

## Választási eredmények
| Választás | Szavazatok száma | Szavazatok aránya | Mandátumok száma | Mandátumok aránya | Parlamenti szerepe |
| --------- | ---------------- | ----------------- | ---------------- | ----------------- | ------------------ |
| 2020-as   | 72 752           | 3,78%             | 5                | 3,3%              | ellenzék           |
| 2024-es   | 211 216          | 10,17%            | 1                | 0,67%             | ellenzék           |